# Liste der Biografien/Feru
Liste der Biografien |
Portal Biografien |
Personensuche
# |
A |
B |
C |
D |
E |
F |
G |
H |
I |
J |
K |
L |
M |
N |
O |
P |
Q |
R |
S |
T |
U |
V |
W |
X |
Y |
Z |
?
 
Fa |
Fe |
Ff |
Fh |
Fi |
Fj |
Fk |
Fl |
Fm |
Fn |
Fo |
Fr |
Ft |
Fu |
Fy
 
Fea |
Feb |
Fec |
Fed |
Fee |
Fef |
Feg |
Feh |
Fei |
Fej |
Fek |
Fel |
Fem |
Fen |
Feo |
Fer |
Fes |
Fet |
Feu |
Fev |
Few |
Fey |
Fez
 
Fera |
Ferb |
Ferc |
Ferd |
Fere |
Ferf |
Ferg |
Ferh |
Feri |
Ferj |
Ferk |
Ferl |
Ferm |
Fern |
Fero |
Ferr |
Fers |
Fert |
Feru |
Ferv |
Ferw |
Fery |
Ferz
Die Liste der Biografien führt alle Personen auf, die in der deutschsprachigen Wikipedia einen Artikel haben. Dieses ist eine Teilliste mit 4 Einträgen von Personen, deren Namen mit den Buchstaben „Feru“ beginnt.

## Feru

### Ferun
- Ferun, Barbara (* 1972), deutsche Schauspielerin und Sängerin

### Ferus
- Férussac, André Étienne d’Audebert de (1786–1836), französischer Naturforscher
- Férussac, Jean Baptiste Louis d’Audebert de (1745–1815), französischer Offizier und Malakologe

### Ferut
- Feruta, Cornel (* 1975), rumänischer Staatssekretär, Diplomat und Generaldirektor der Internationalen Atomenergie-OrganisationCornel Feruta (* 1975)

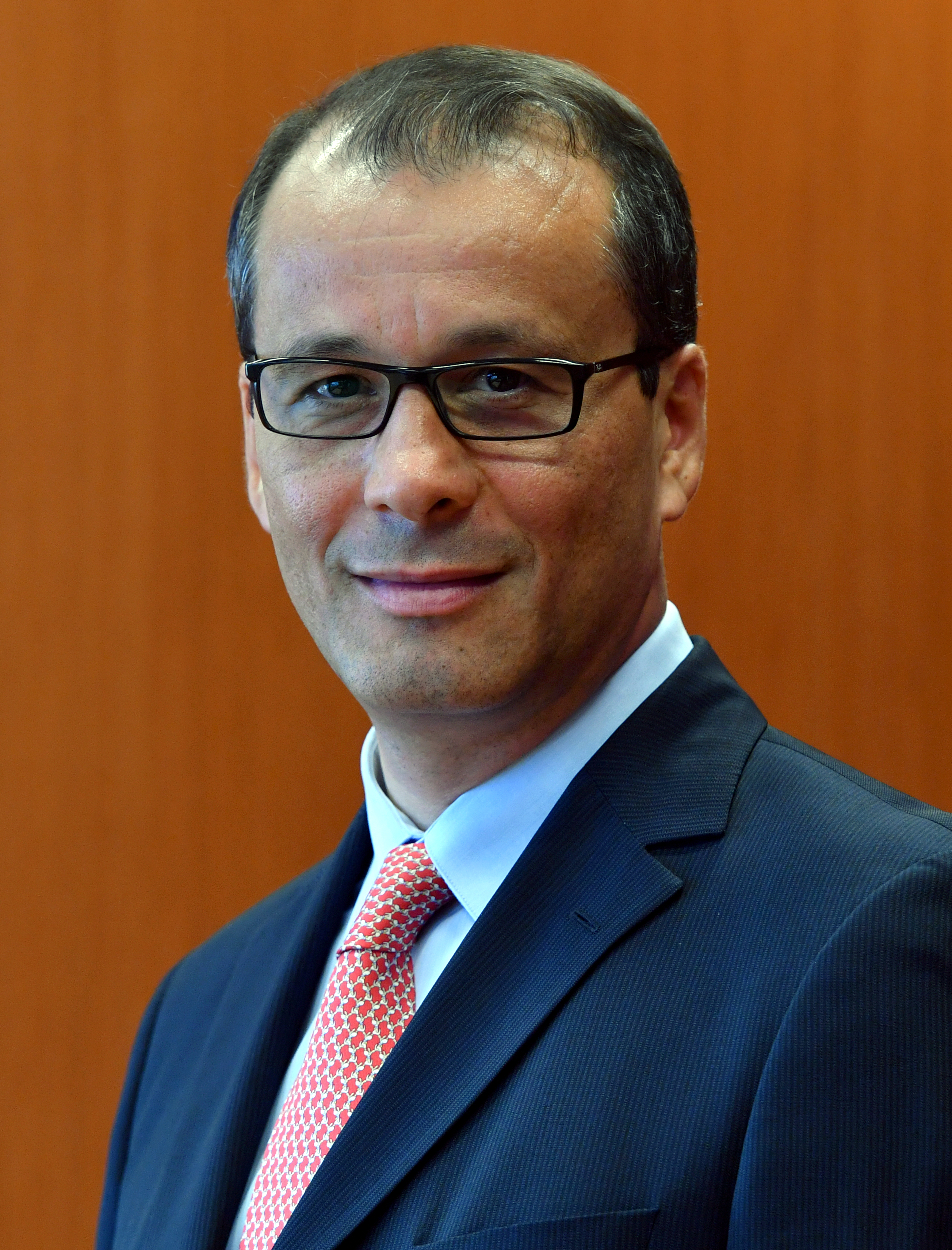
Cornel Feruta (* 1975)